# Nieuwe Kerk (Den Helder)
De Nieuwe Kerk is een kerkgebouw in het centrum van Den Helder. De grote neoclassicistische zaalkerk in waterschapsstijl stamt uit 1839, en werd gebouwd naar ontwerp van Waterstaatsopzichter Hermanus Hendrik Dansdorp, in samenwerking met provinciaal ingenieur Pieter Kock. De dakruiter komt uit 1843. Thans is dit de oudste kerk van Den Helder, omdat oudere kerken in de Tweede Wereldoorlog verloren gingen. 
De Nieuwe Kerk is een grote zaalkerk met een houten toren en geldt als waterstaatskerk.

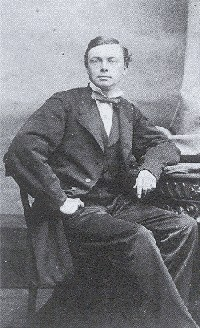
François Haverschmidt, alias Piet Paaltjens, was predikant in de Nieuwe Kerk

Sinds 1975 is de Nieuwe Kerk een rijksmonument. De vlakbij gelegen pastorie uit 1875 geniet eveneens rijksbescherming.

## Geschiedenis
In de 19e eeuw groeide Den Helder snel. Aanjager van de verstedelijking was de Rijkswerf Willemsoord, in het oosten van de stad. Tussen het oude dorp aan de westkust en de werf in het oosten ontstonden nieuwe woonwijken. Ook kwam hier het station gereed. Het zwaartepunt van Den Helder schoof dus op en de bevolking groeide; het kerkgebouw dat tot dan toe door de hervormde gemeente werd gebruikt, de Westerkerk, lag excentrisch en was ook al snel te klein. Daarnaast wilde Defensie graag een kerkgebouw dicht bij de Rijkswerf hebben. 
Uiteindelijk verrees de Nieuwe Kerk pal tegenover de poort van de rijkswerf. Voor de bouw kon worden gerekend op subsidie van het ministerie van Waterstaat. De architect was waterstaatsopzichter H.H. Dansdorp, de toren werd ontworpen door C. van der Ster. 

### Piet Paaltjens
Van 1862 tot 1864 was François Haverschmidt, bekend als de dichter Piet Paaltjens, predikant van de kerk. In deze periode trouwde hij en werd zijn eerste werk uitgegeven, de Sinterklaasvertelling. Mogelijk werkte hij hier ook aan het Oera Linda-boek. Bekend werd zijn uitspraak: Wie nooit vlak aan zee gewoond heeft, weet eigenlijk niet wat of waaien is. Deze verwijzing naar zijn Helderse jaren valt terug te lezen op een aan de kerk bevestigde plaquette. Gelukkig was Haverschmidt overigens niet met zijn functie als predikant. De werkdruk in de Nieuwe Kerk was hoog en de middelen beperkt. In 1864 trok de dichter naar Schiedam. 

### Tweede Wereldoorlog
In de Tweede Wereldoorlog vonden er vele bombardementen plaats op Den Helder. De Nieuwe Kerk werd getroffen door een neerstortend Brits vliegtuig, dat door het afweergeschut in brand was geschoten. Bij de inslag werden het dak en de toren zwaar beschadigd, maar het gebouw kon nog worden hersteld.

## Orgel
In de kerk bevindt zich een orgel gemaakt door L. van Dam en Zn. in 1861. Tijdens de herstelwerkzaamheden in 2004 vond men kranten uit de Tweede Wereldoorlog waarmee het orgel was ingepakt. Een aantal van deze knipsels heeft men ingelijst.

## Huidig gebruik
De kerk werd in de jaren 70 afgestoten door de hervormde kerk, omdat die van grotere en modernere kerkgebouwen gebruik was gaan maken. De kerk werd aangekocht door de Volle Evangelie Gemeente, die tot 1990 van het gebouw gebruik zou maken. Sindsdien is het in handen van evangelische gemeente "De Ambassade".

## Foto's

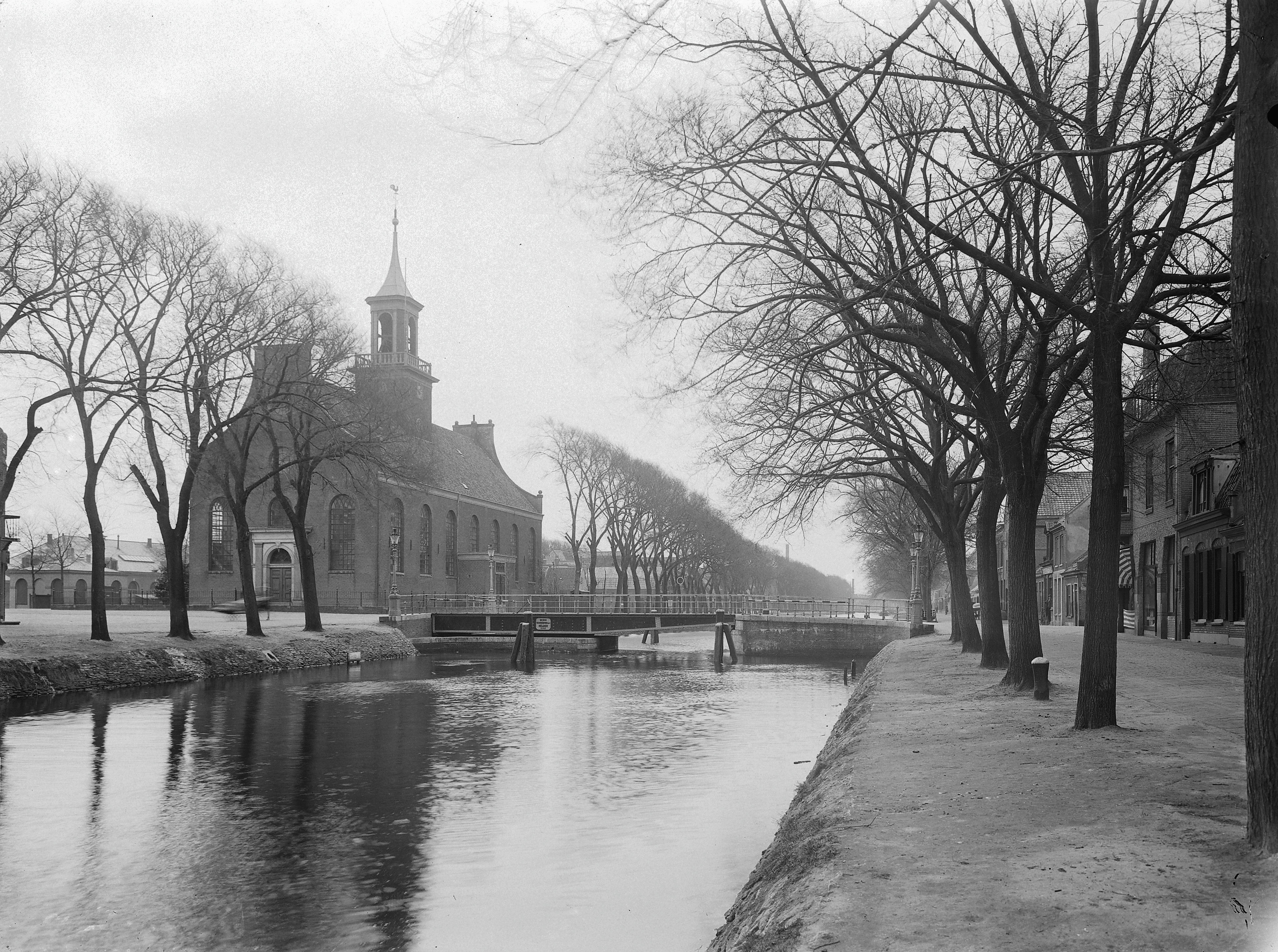
Kerk met het Helders Kanaal
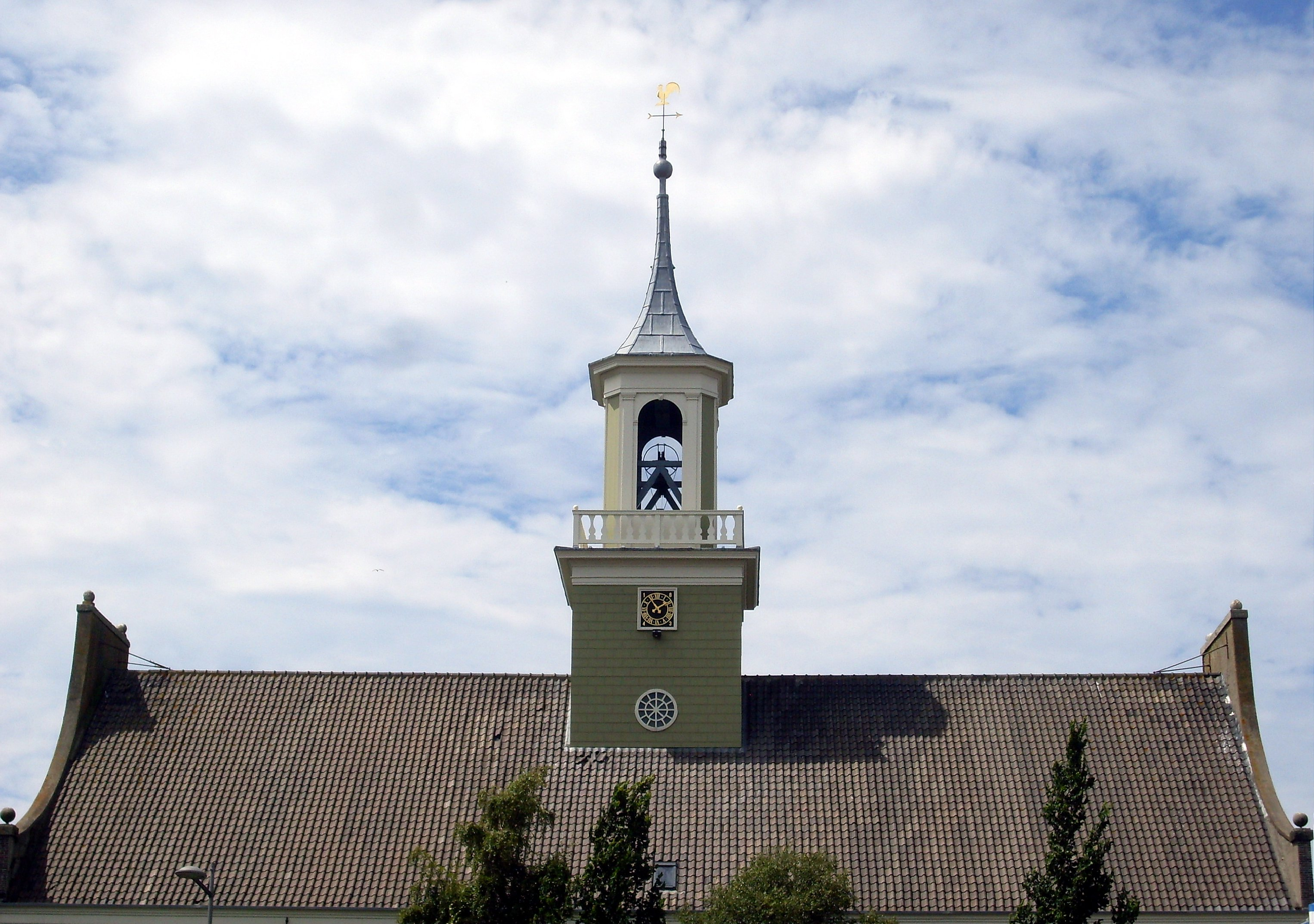
Dakruiter uit 1843
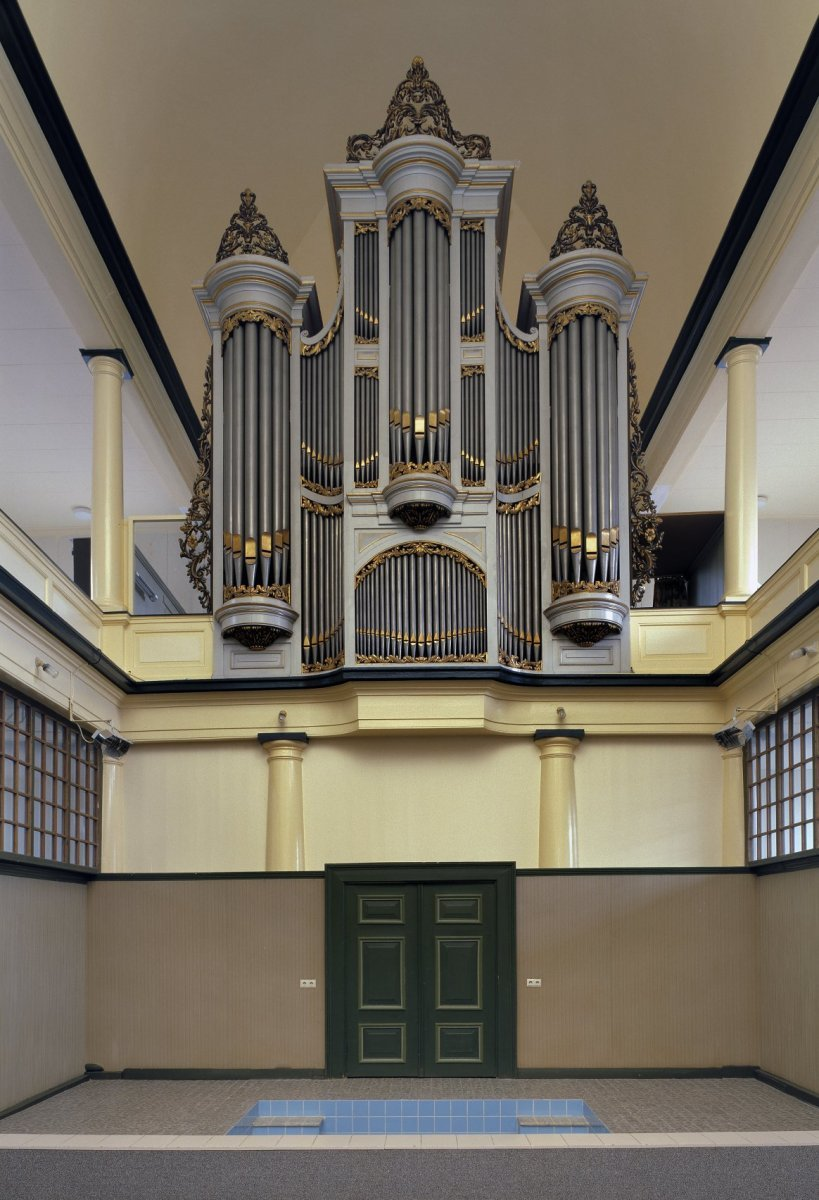
Orgel uit 1861
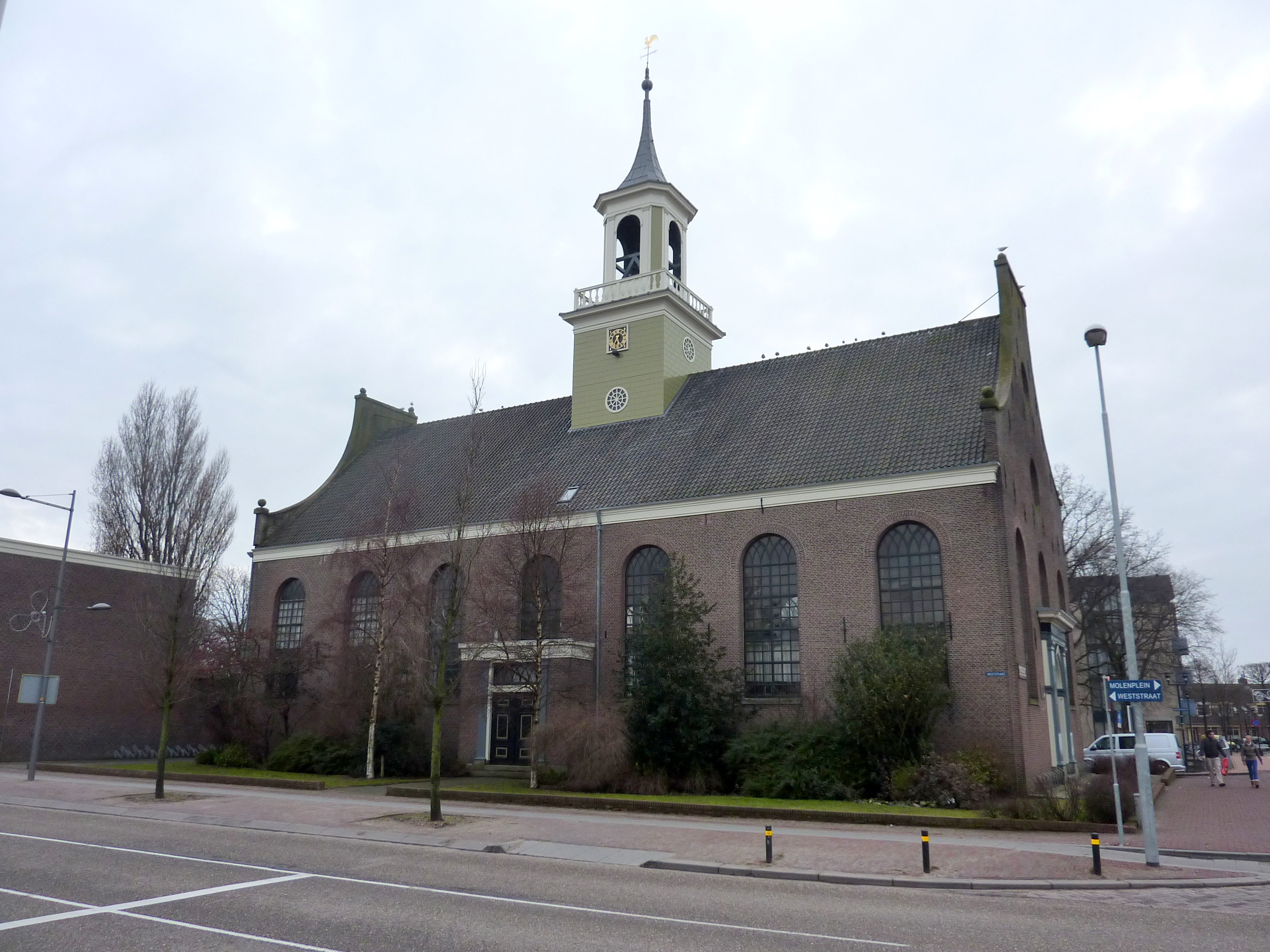
Lange zijde van de kerk met ingang